# سلول خاردار

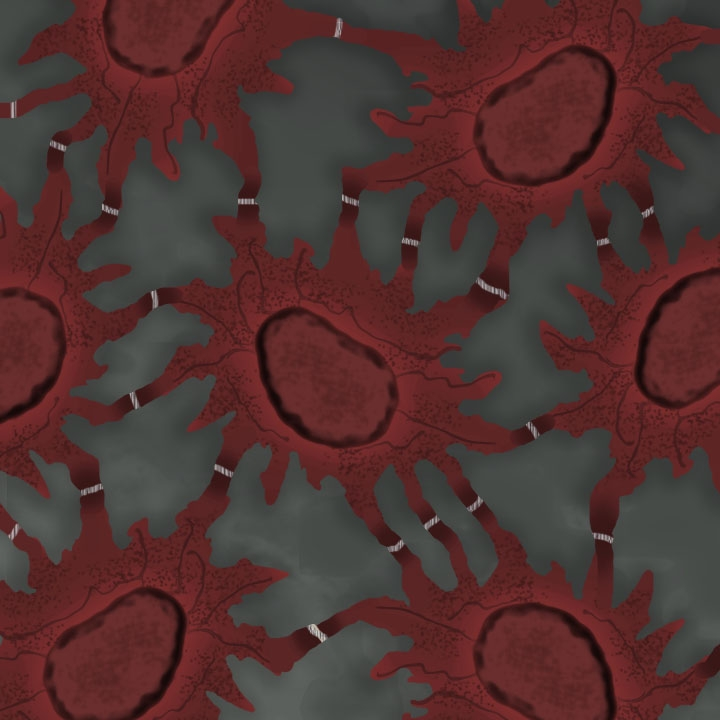
طراحی سلول‌های خاردار - هنرمند: سندی جی فیلیپس-لانگ

سلول‌های خاردار یا یاخته‌های خاردار، سلول‌های اپیدرمی تولیدکنندهٔ کراتین هستند که به دلیل ارتباطات درون‌سلولی متعدد، ظاهر خاردار خود را دارند. آن‌ها لایه خاردار (stratum spinosum) اپیدرم را تشکیل می‌دهند و یک لایه محافظ شبکه‌ای پیوسته برای بافت زیرین فراهم می‌کنند. آن‌ها مستعد جهش‌های ناشی از نور خورشید هستند و می‌توانند بدخیم شوند.